# Zigurds Lanka
Zigurds Lanka (* 21. Mai 1960 in Baldone) ist ein lettischer Schachspieler und -trainer. Zu seinen Schachschülern zählen unter anderem Falko Bindrich, Alexei Schirow, Evgenija Shmirina und Maria Schöne.

## Leben
Zigurds Lanka war bereits während seiner Schulzeit in Baldone schachlich aktiv. In den Jahren 1975 und 1976 wurde er lettischer Jugendmeister. Michail Tal war einer seiner Lehrer. 1978 wurde er Dritter der sowjetischen Jugendmeisterschaft. Von 1978 bis 1983 absolvierte er ein Journalistik-Diplom-Studium an der Universität Lettlands. Bis 1987 schrieb er als Redakteur für die Schachzeitschrift Šahs/Шахматы. Zwischen 1988 und 1990 ließ er sich in Moskau zum Schachtrainer ausbilden.
In den Jahren 1993 und 2020 gewann Lanka in Riga die lettische Einzelmeisterschaft. Mit der lettischen Nationalmannschaft nahm er an drei Schacholympiaden teil: 1992 in Manila, 1994 in Moskau und 2008 in Dresden mit einem Gesamtergebnis von 16,5 Punkten aus 30 Partien (+9 =15 −6). Er spielte außerdem bei der Mannschaftsweltmeisterschaft 1993 in Luzern und den Mannschaftseuropameisterschaften 1992 in Debrecen, 1997 in Pula und 1999 in Batumi. Im Jahre 2009 wurde er Meister des Schachbundes Rheinland-Pfalz, 2010 war er ebenso erfolgreich.
Vereinsschach spielte er in sowjetischen, deutschen (für den Post SV Dresden, den Dresdner SC, den TSV Schott Mainz und den SC Viernheim), kroatischen, österreichischen (für den SK Mayrhofen/Zillertal), französischen und tschechischen (für den ŠK DP Holdia Prague, mit dem er 2001 tschechischer Mannschaftsmeister wurde, den ŠK Sokol Kolín – ABNER und BŠŠ Frýdek-Místek) Mannschaftsmeisterschaften. Er nahm dreimal am European Club Cup teil. Den Titel Internationaler Meister erhielt er 1987, seit 1992 ist er Großmeister.
Seine höchste Elo-Zahl hatte er mit 2575 im Januar 1997; er war damals hinter Edvīns Ķeņģis Zweiter der lettischen Rangliste.

## Familie
Zigurds Lanka ist mit der ehemaligen Hochspringerin Nina Serbina verheiratet.